# Castelo de Beuggen

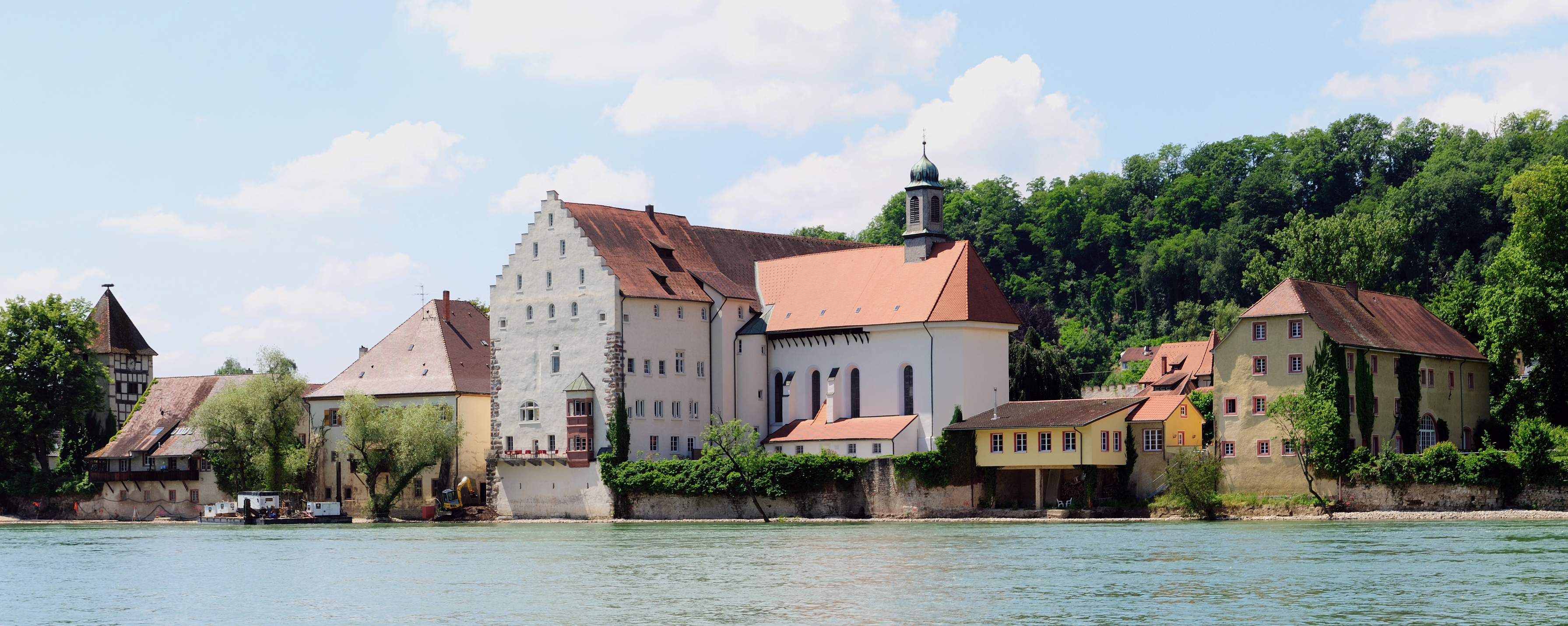

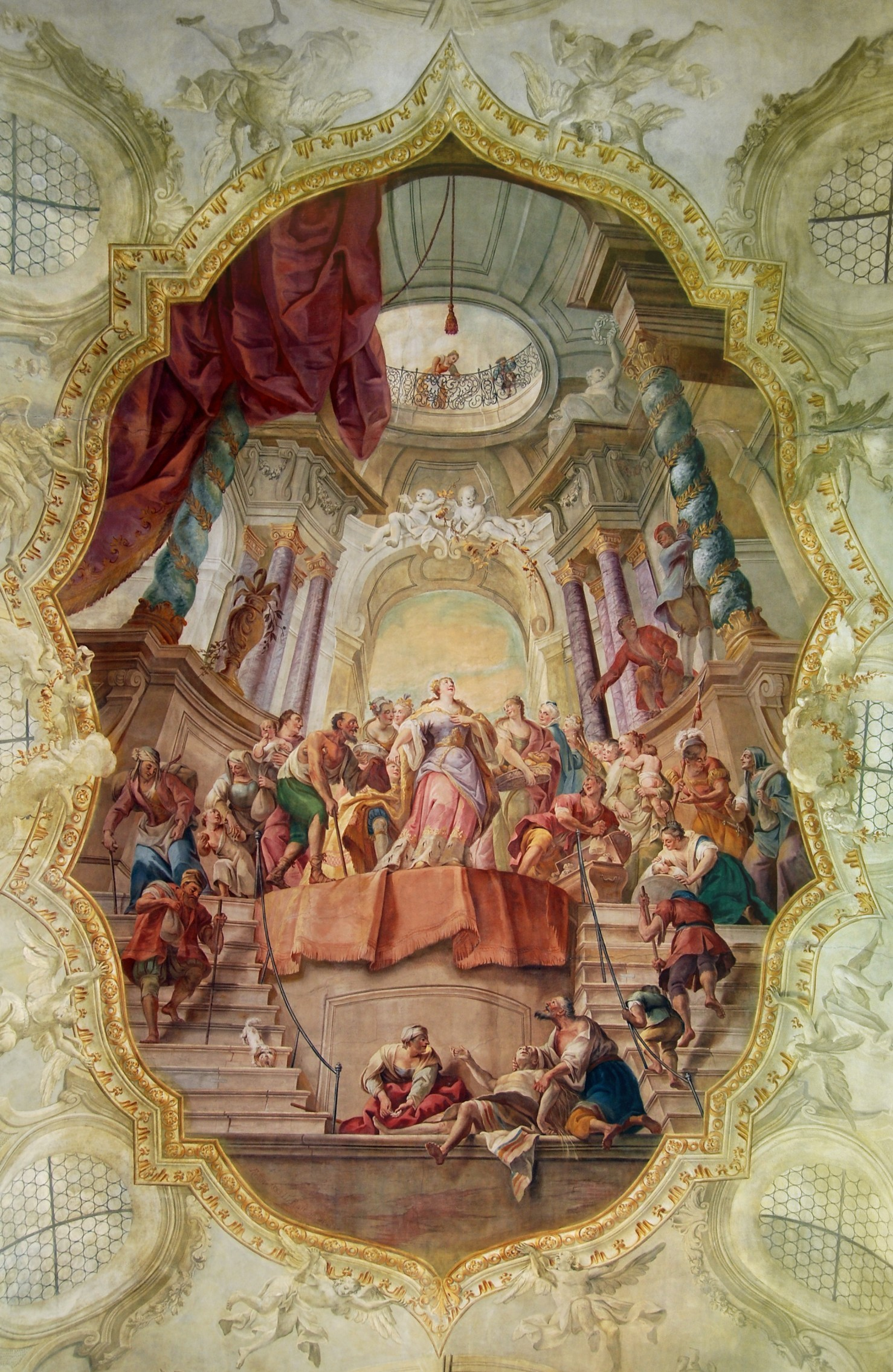
Afresco no Castelo de Beuggen.

O Castelo de Beuggen (Schloss Beuggen, em alemão) é um castelo localizado nas proximidades de Rheinfelden (Baden), na Alemanha. A construção, no passado, foi de propriedade da Ordem Teutônica.